# Зиновьев, Андрей Леонидович
Андрей Леонидович Зиновьев (1924—2006) — профессор, кандидат технических наук. Декан радиотехнического факультета МЭИ с 1955 по 1961 год. 
Награжден медалью «За отвагу» и орденом «Знак Почёта».

## Биография
Андрей Зиновьев родился в 1924 году. Его отец — Леонид Иванович Зиновьев, был связистом во время Первой мировой войны. Затем работал в Московском телеграфе, который находится у Мясницких ворот. В этом же месте работали его сестра и брат — тетя и дядя Андрея Зиновьева. Участвовал в издании журнала «Пролетарий связи» — писал статьи и публиковал фотографии. Леонид Зиновьев умер, когда его сыну Андрею было только 6 лет.
На радиотехнический факультет МЭИ, Андрей Зиновьев поступил в 1941 году, но в 1942 году оставил учебу в МЭИ и ушел в Арзамасское военное училище. В марте 1943 года он окончил обучение в училище в должности младшего лейтенанта и получил назначение в 129-ю стрелковую дивизию, 67-й Краснознаменный стрелковый полк, Брянский фронт. Был ранен в бою за город Рудню. В 1944 году, после выздоровления, продолжил учебу в МЭИ, присоединившись к первому курсу, тогда как те, с кем он поступал, учились уже на 3 курсе. Одним из преподавателей Андрея Зиновьева был Владимир Александрович Котельников.
В период с 1946 по 1947 год по руководством К. А. Самойло — ассистента Владимира Александровича Котельникова — Андрей Зиновьев принимал участие в создании интегратора дифференциальных уравнений. Это устройство было прообразом будущих вычислительных машин.
Дипломный проект защитил в январе 1949 года. Ему присвоили квалификацию инженера-электрика. Остался работать на кафедре основ радиотехники инженером. На кафедре работал под руководством Владимира Котельникова и вскоре, в 1951 году стал его аспирантом.
Тема диссертации: «Задача теоретического обоснования и практической реализации бортового генератора с высочайшей кратковременной стабильностью частоты, работающего в экстремальных условиях». В январе 1954 года он окончил обучение в аспирантуре и стал преподавателем кафедры ОРТ. Вел научно-исследовательскую работу. В январе 1957 года он получил звание доцента на кафедре ОРТ.
В 1955 году он стал деканом радиотехнического факультета.
В 1973 году Андрея Зиновьева утвердили в ученом звании профессора по кафедре радиотехнических систем.
Работал членом редколлегии журнала «Известия вузов СССР», «Радиотехника». Состоял в Советской комиссии по делам образования ЮНЕСКО.
Андрей Зиновьев является автором нескольких работ. В 1995 году была опубликована работа «Мой учитель Котельников», в 1998 «Слово об учителе», в 2002 году «Валерия Алексеевна глазами студента-фронтовика, аспиранта, преподавателя. Валерия Алексеевна Голубцова: сборник
воспоминаний».
Андрей Зиновьев умер в 2007 году.